# فرانسيسكو كالفيت
فرانسيسكو كالفيت أنا بويغ (بالإسبانية: Francesc Calvet)‏ هو لاعب كرة قدم إسباني من مواليد(29 سبتمبر 1921) وتوفى عام (30 سبتمبر 2001) . لعب كالفيت لنادي برشلونة الإسباني بين عامي 1939 و1952 - كما لعب لنادي ريال أوفييدو بين عامي 1952 و1954.

## مسيرته الكروية
ولد كالفيت في عام 1921 وجاء من عائلة قروية أو ريفية وكانوا يعيشون في بلدية سان خوان ديسباي إحدى بلديات مقاطعة برشلونة . في عام 1939 غادر كالفيت منزله للعب كرة القدم لنادي برشلونة. ولعب هناك حتى عام 1952 وشارك في 238 مباراة وسجل ما مجموعه 10 أهداف . وكان كالفيت لاعباً من فريق برشلونة التاريخي الذي فاز بـ 5 بطولات في موسم واحد .
وكان موسم 1951-1952 ، آخر موسم لكالفيت في نادي برشلونة ، ليكمل مسيرته في نادي ريال أوفييدو حيث لعب في النادي نفسه بين عامي 1952 و1954 .
شارك كالفيت في مبارتين دوليتين خلال مسيرته مع المنتخب الأسباني لكرة القدم . ولعب أول مباراة له في 10 يونيو 1951 ضد بلجيكا، والثانية في 17 يونيو 1951 ضد السويد. كما شارك في 3 مباريات دولية لكاتالونيا في عام 1950.
اعتزل كالفيت من لعب كرة القدم في عام 1954 عندما كان في 33 سنة من عمره .

## إنجازاته
الدوري الأسباني : 1944-1945 ، 1947-1948 ، 1948-1949 ، 1951-1952
كأس ملك إسبانيا : 1942 ، 1951 ، 1952
كأس لاتينا : 1949 ، 1952
كأس إيفا دوارتي : 1945 ، 1948

## وصلات خارجية
- فرانسيسكو كالفيت على موقع ناشيونال فوتبول تيمز (الإنجليزية)
- فرانسيسكو كالفيت على موقع عالم كرة القدم.نت (الإنجليزية)

- معلومات عن اللاعب
- معلومات عن اللاعب